# جيم جاكوب
جيم جاكوب (بالإنجليزية: Jim Jacob)‏ هو عازف قيثارة ومغني ومهندس الصوت هندي، ولد في 8 أبريل 1987 في ارناكولام في الهند.